# Pentagramme
 (août 2015).
- Si vous ne connaissez pas le sujet, laissez ce bandeau (vous pouvez alors contacter les auteurs).
- Si vous supprimez le contenu mis en cause (vous pouvez préalablement contacter les auteurs),

argumentez précisément cette suppression dans la page de discussion
(un manque de référence n'est pas un argument ; une recherche réelle de référence doit avoir été effectuée, être formellement documentée).
 (octobre 2007).
Si vous disposez d'ouvrages ou d'articles de référence ou si vous connaissez des sites web de qualité traitant du thème abordé ici, merci de compléter l'article en donnant les références utiles à sa vérifiabilité et en les liant à la section « Notes et références ».
 (août 2015).

Pentagramme dans un pentagone.

Pentagramme est, à l'origine, un terme qui concerne l'écriture. Il se réfère à un caractère calligraphié composés de cinq graphèmes élémentaires. Le signe de cantillation hébraïque chalchèlèt est un pentagramme.
Plus généralement, le mot pentagramme s'applique à un graphique ou un objet qui représente une figure à cinq éléments, telle une étoile à cinq branches, principalement utilisé en ésotérisme et en magie.

## Mot
Dans son étymologie grecque, le mot pentagramme vient de l'adjectif grec πεντάγραμμος / pentágrammos, « formé de cinq lignes ou raies ». En calligraphie, un pentagramme est un caractère composé de cinq éléments graphiques nommés graphèmes. Le signe de cantillation hébraïque nommé chalchèlèt est un exemple de pentagramme.
| ב֓ |

Le terme « pentagramme » s'applique aussi à la figure d'une étoile à cinq branches, désignée en latin par les termes pentagulum et pentaculum, mais aussi par les termes Signum pythagoricum (« Signe pythagoricien »), signum Hygae (signe d'Hygée, à partir du mot grec ὑγίεια / hugíeia, « santé ») ou encore signum salutatis (en latin : « signe de la salutation », entre pythagoriciens).

## Espèces du pentagramme

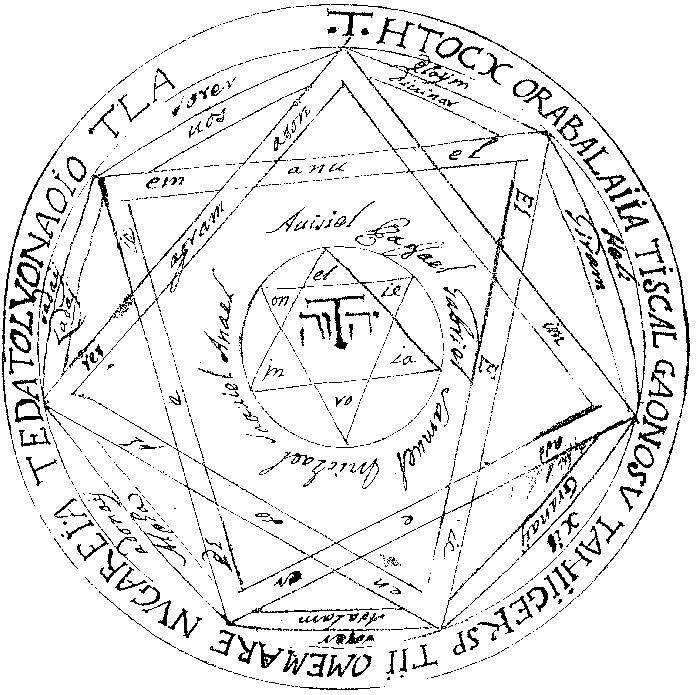
Le Grand Pentacle.

- Un pentacle (ou pantacle) est une amulette, pouvant parfois avoir 5 sommets. Le terme est fortement connoté de « magie ».
- Un pentagramme est une étoile à cinq branches. On peut l'appeler aussi pentalpha si cette étoile est formée de cinq A enlacés.
- Et un pentagone est une figure géométrique (polygone) à cinq côtés.

En symbolique, on différencie le pentagramme droit du pentagramme inversé. Ces deux orientations déterminent deux valeurs symboliques contraires. Le pentagramme droit (pointe en haut) représente l'esprit sur la matière, le pentagramme inversé (pointe en bas) représente au contraire la matière sur l'esprit. L'amalgame avec le Diable est souvent fait puisque le pentagramme inversé est également utilisé par les satanistes comme symbole de la tête de Baphomet.

Pentagramme droit : l'Homme positif.
Pentagramme inversé : l'Homme négatif.

En symbolique, on différencie aussi le pentagone régulier convexe (pointe en haut, avec lignes joignant les sommets) du pentagone régulier étoilé (le pentagramme classique, avec cinq lignes qui se croisent cinq fois). Ces deux formes déterminent deux significations symboliques complémentaires. L'étoilé représente plutôt l'Homme en acte, réalisé, subtil, initié, vibrant ; le convexe représente plutôt l'Homme en puissance, potentiel, grossier, profane, inerte. Dans les deux cas, c'est le microcosme, le petit monde naturel, l'Homme comme réduction du Monde, à la fois Nature et Esprit. Le Monde, lui, est figuré par l'hexagramme, ou sceau de Salomon, un hexagramme étoilé (six pointes).

Pentagone régulier convexe : l'Homme profane.
Pentagone régulier étoilé : l'Homme initié.

Éliphas Lévi reprend cette opposition traditionnelle, qui fait du pentagramme le symbole graphique du microcosme (l'Homme naturel) et de l'hexagramme (sceau de Salomon) le signe graphique du macrocosme (le tout, à la fois esprit et nature) :
« Le pentagramme est ce qu'on nomme, en kabbale, le signe du microcosme (…). Le grand symbole de Salomon (…) : l'unité du macrocosme se révèle par les deux points opposés des deux triangles… Le triangle de Salomon (…) : ces deux triangles, réunis en une seule figure, qui est celle d'une étoile à six rayons, forment le signe sacré du sceau de Salomon, l'étoile brillante du macrocosme ».

Pentagramme droit : le microcosme.
Sceau de Salomon : le macrocosme.

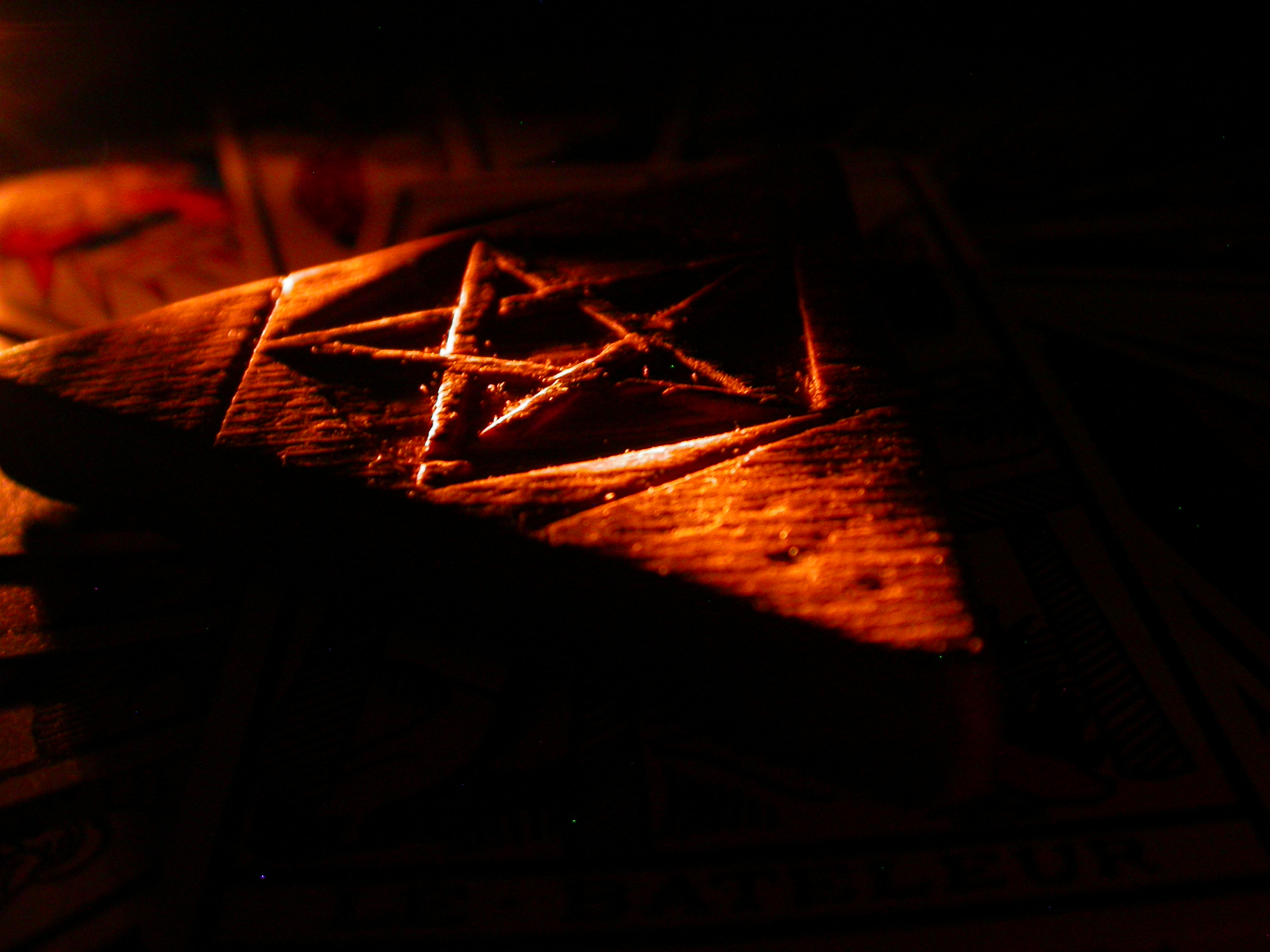
Nœud pentagrammatique gravé sur un talisman.

Diverses variantes existent pour le pentagramme étoilé. Il peut être inclus dans un cercle : on a alors le pentacle. Il peut être tracé avec des lignes qui, en se croisant, passent tantôt dessus tantôt dessous : on a alors le nœud pentagrammatique. Il peut donner aux angles la forme de la lettre alpha : on a alors le pentalpha. Il peut porter des flammes : on l'appelle alors « étoile flamboyante ».
Le pentagramme peut être gravé, dessiné ou brodé sur de petits supports variables et transportables sur soi, la figure peut exprimer des idées ou des êtres idéalisés. Le pentacle est censé faire entrer en « résonance » son porteur avec la puissance universelle figurée.

### Pentagramme droit
Certains affirment qu'en Europe, ce serait un symbole païen en rapport direct avec le principe féminin universel ou Féminin sacré (certaines anciennes civilisations auraient voué un culte à la nature et à la terre nourricière), qu'il aurait été dénaturé en symbole satanique par l'Église, afin d'éradiquer le paganisme et de convertir les populations au christianisme[réf. nécessaire].
Cette théorie peut être nuancée :
- Le flou du terme « symbole païen » : l'Europe n'est pas composée d'une civilisation « païenne » unique utilisant les mêmes symboles ;
- L'absence totale de pentagrammes en dehors des ouvrages de magie, ce qui prouve qu'il ne s'agit que d'un symbolisme réservé à des groupes restreints utilisant une symbolique d'inspiration antique (pythagoricienne notamment) ;
- Dans ce cadre, le symbolisme sexuel du pentagramme n'est pas celui de la féminité mais de l'androgynie, le nombre cinq signifiant, chez les pythagoriciens[4], la somme du pair (féminin) et de l'impair (masculin), donc le mariage.

### Pentagramme inversé
Il est utile d'apporter comme thèse que la cinquième branche représenterait l'esprit, l'âme ou une forme quelconque de spiritualité en tant que cinquième élément. Ainsi, la représenter en bas signifierait en fait principaliser soit le diable, soit le mal. On peut aussi y voir un rejet de la spiritualité et de son élévation, pour adopter une pensée plutôt matérialiste. Il y a aussi d'autres utilisations possibles en sorcellerie par exemple en cherchant à augmenter ses avoirs ou à matérialiser une pensée. L'idée qui y est associée est que l'énergie est posée sur le monde physique, plutôt que l'inverse (pentacle droit).
Il a aussi été utilisé en amulette par Gerald Gardner dans son mouvement wiccan pour représenter un membre qui pratique la sorcellerie. Les membres du premier degré portant le symbole à l'endroit, du second à l'envers.
Aussi, dans cette position, il représenterait Satan, le bouc dans le milieu satanique théiste, qui pourrait rappeler le dieu Baphomet dans d'autres organisations. En effet, il peut, avec un peu d'imagination, représenter la tête d'un bouc : les deux cornes (en haut), les oreilles pointues (latérales) et la barbichette (en bas).
Le bouc est associé à la nature et au symbole masculin (à l'opposé de la Déesse).
Cependant, le dieu cornu est représenté dans un pentacle droit, mêlant le symbole des cinq éléments, 5 sens, et l'élévation spirituelle, avec les cornes de fertilité. Jamais avec un pentagramme inversé.

## Figure géométrique
Le pentagramme régulier est le pentagone étoilé de symbole de Schläfli {5/2}, ce qui signifie qu'il est obtenu en joignant, de deux en deux, les sommets d'un pentagone régulier convexe. C'est un polygramme (en).
Il est donc, comme ce dernier, constructible avec uniquement une règle et un compas.
Cette figure est liée au nombre d'or φ et au triangle d'or. Dans le pentagramme, on peut déceler de nombreux triangles d'or acutangles (comme ceux formés par deux côtés et une diagonale) ou obtusangles (comme ceux formés par deux diagonales et un côté). Le découpage fait aussi apparaître de nouveaux triangles d'or dont la taille a été divisée par φ ainsi qu'un nouveau pentagone dont la taille est divisée par φ2.

Le pentagramme ABCDE est obtenu à partir du pentagone convexe ADBEC.
Dessin d'un pentagramme avec notation de ses angles.
Un triangle d'or en rouge, un grand (bleu) et un petit (vert) gnomon d'or dans un pentagramme régulier.

## Histoire

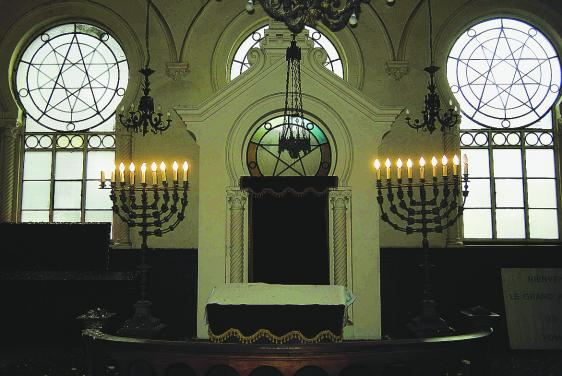
Pentagrammes positifs et négatifs ornant une synagogue à Elboeuf.

On trouve des pentagrammes dès la préhistoire.
Le pentagramme apparaît en Mésopotamie vers 3000 avant notre ère, en tant que signe sumérien « UB » qui signifie « coin, angle, régions ». Dans la période du cunéiforme (vers 2600 avant notre ère), il représentait les cieux (« Kibratu » en akkadien) ainsi que les quatre directions de l’espace (avant, arrière, gauche, droite) ; la cinquième pointe représentant le « dessus ». Les quatre directions correspondraient aussi aux planètes alors connues : Jupiter, Mercure, Mars et Saturne ; Vénus (Ishtar, Ninanna et Inanna), la Reine des Cieux étant représentée par la pointe supérieure.

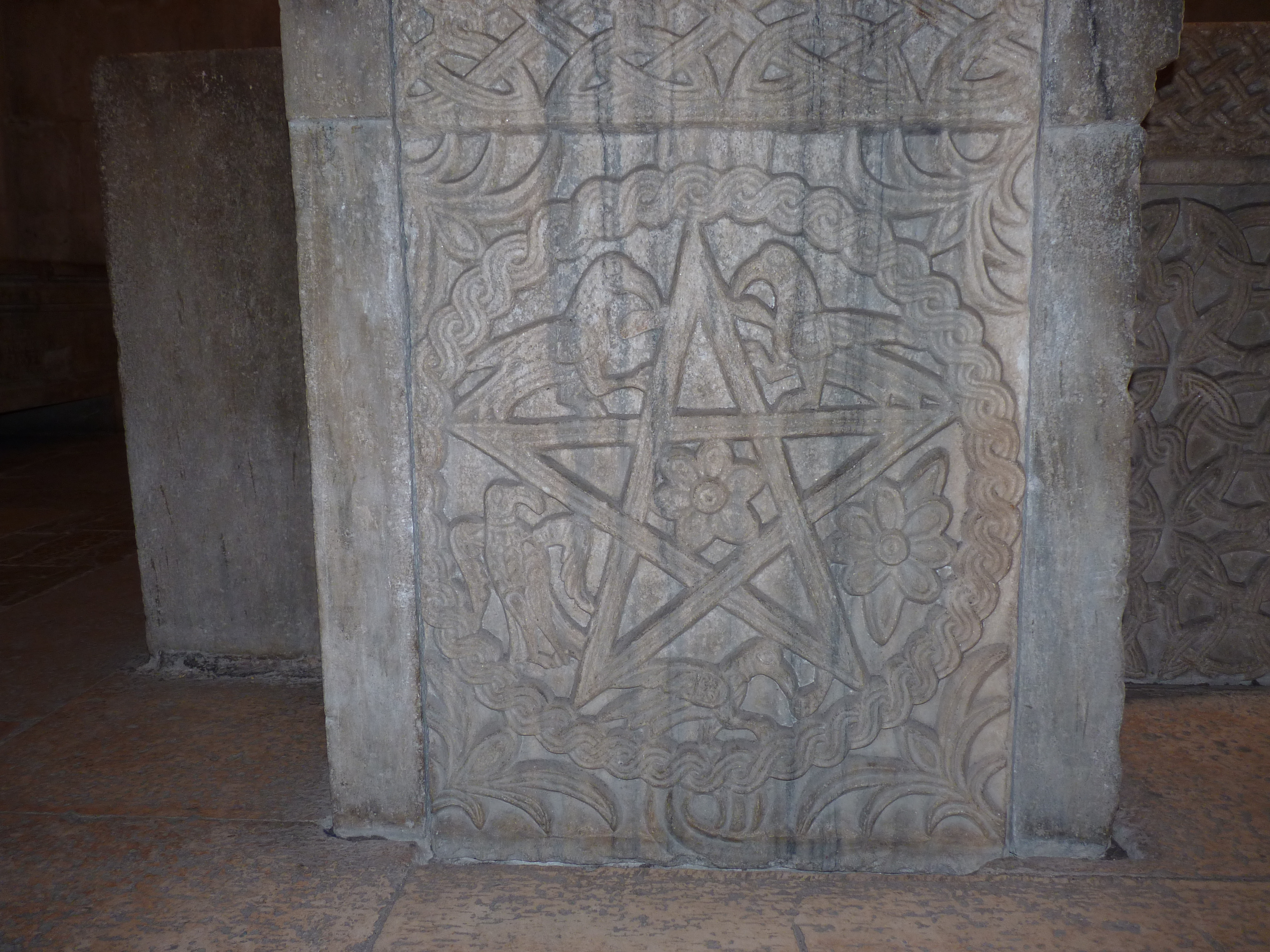
Un exemple de pentagramme sur le baptistère de Split (Croatie) datant des premiers siècles de l'ère chrétienne.

Il semble que le pentagramme était le signe de reconnaissance entre initiés pythagoriciens (à partir de 530 av. J.-C.).
« Le divin Pythagore (...) ne mettait jamais en tête de ses lettres, ni joie ni prospérité ; il commençait toujours par Hugiaine ! (ὑγίεια / hugíeia, « santé »). (...) Voilà pourquoi le triple triangle enlacé, formé de cinq lignes [le pentagramme], qui servait de symbole à tous ceux de cette secte, était nommé par eux 'le signe de la santé' ».
Dans le Timée, Platon associe les quatre éléments aux quatre polyèdres, dits solides platoniciens (cube/terre, icosaèdre/eau, octaèdre/air, tétraèdre/feu), et il donne au Tout la forme du dodécaèdre régulier (Phédon, 110b ; Timée, 55c). En joignant les cinq sommets du pentagone, on fait apparaître cinq triangles isocèles en forme d'étoiles à cinq branches : le pentagramme ou pentalpha. Le dodécaèdre présente cinq angles de 108 degrés.
Euclide, dans ses Éléments de géométrie (vers 300 av. J.-C.), expose les propriétés du pentagramme et du décaèdre, dans les livres IV, 11 et XIII, 17.
Le pentagramme fut pour les gnostiques, le symbole des cinq éléments (esprit, terre, eau, feu et air).

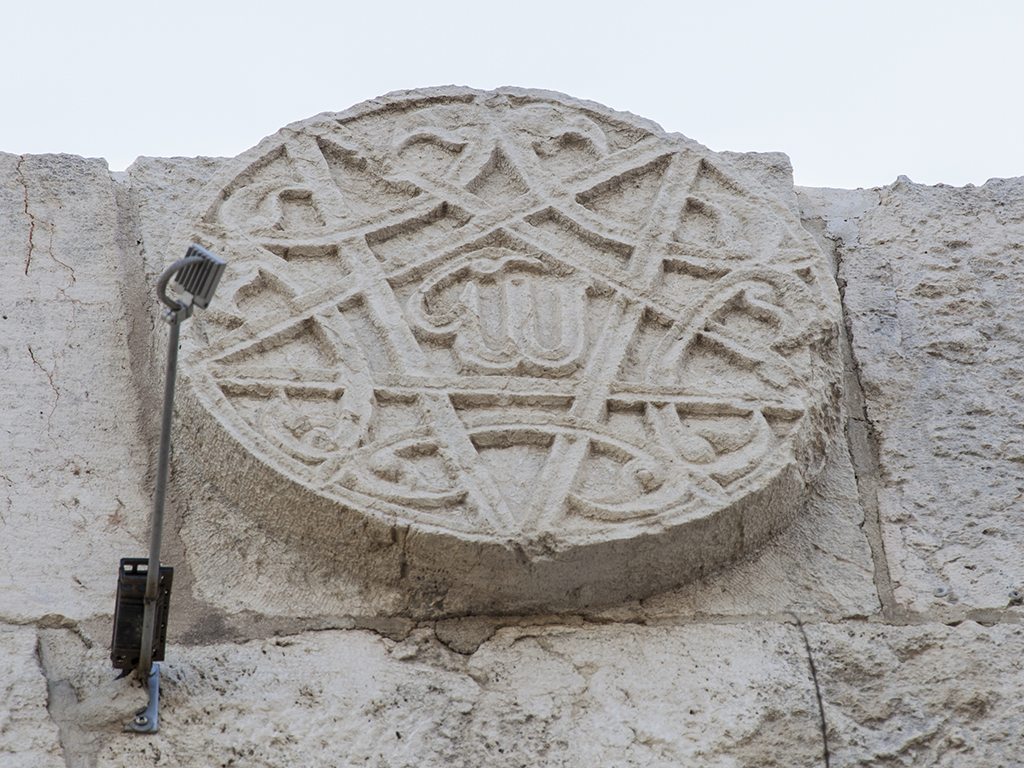
Pentagramme à la porte de Jaffa (Jérusalem).

À l'époque du second Temple, le pentagramme est utilisé avec l'hexagramme ; on le trouve, sur un relief de la synagogue de Capharnaüm (IIe ou IIIe s.), associé à un hexagramme et un svastika.
Au début du XIIIe siècle, Villard de Honnecourt se servit du pentagramme comme d'un tracé harmonique, une sorte de grille pour dessiner des formes.
Dans les écrits de magie relevant soi-disant de Salomon (Clavicules de Salomon), à partir de 1245, à Paris, on trouve souvent le pentagramme, avec des noms de dieux et des caractères parfois tracés avec le sang.
Vers 1492, Léonard de Vinci a représenté l'Homme comme un pentagramme (encore que les positions des membres semblent varier), dans son Étude de proportions du corps humain selon Vitruve.
Les plus célèbres représentations de l'homme-pentagramme se trouvent chez Henri-Corneille Agrippa de Nettesheim dans son fameux livre sur la Philosophie occulte (1510, 1533).
Le pentacle joue un rôle très important dans la symbolique franc-maçonnique, en tant qu'« étoile flamboyante ». Les angles sont remplis de rayons (ou de flammes) et un « G » (dont les significations sont multiples) est inscrit au centre de l'étoile. Celle-ci représente la Lumière sacrée qui guide l'initié, et avec laquelle il doit finir par se confondre.

Pentagrammes en architecture et décoration
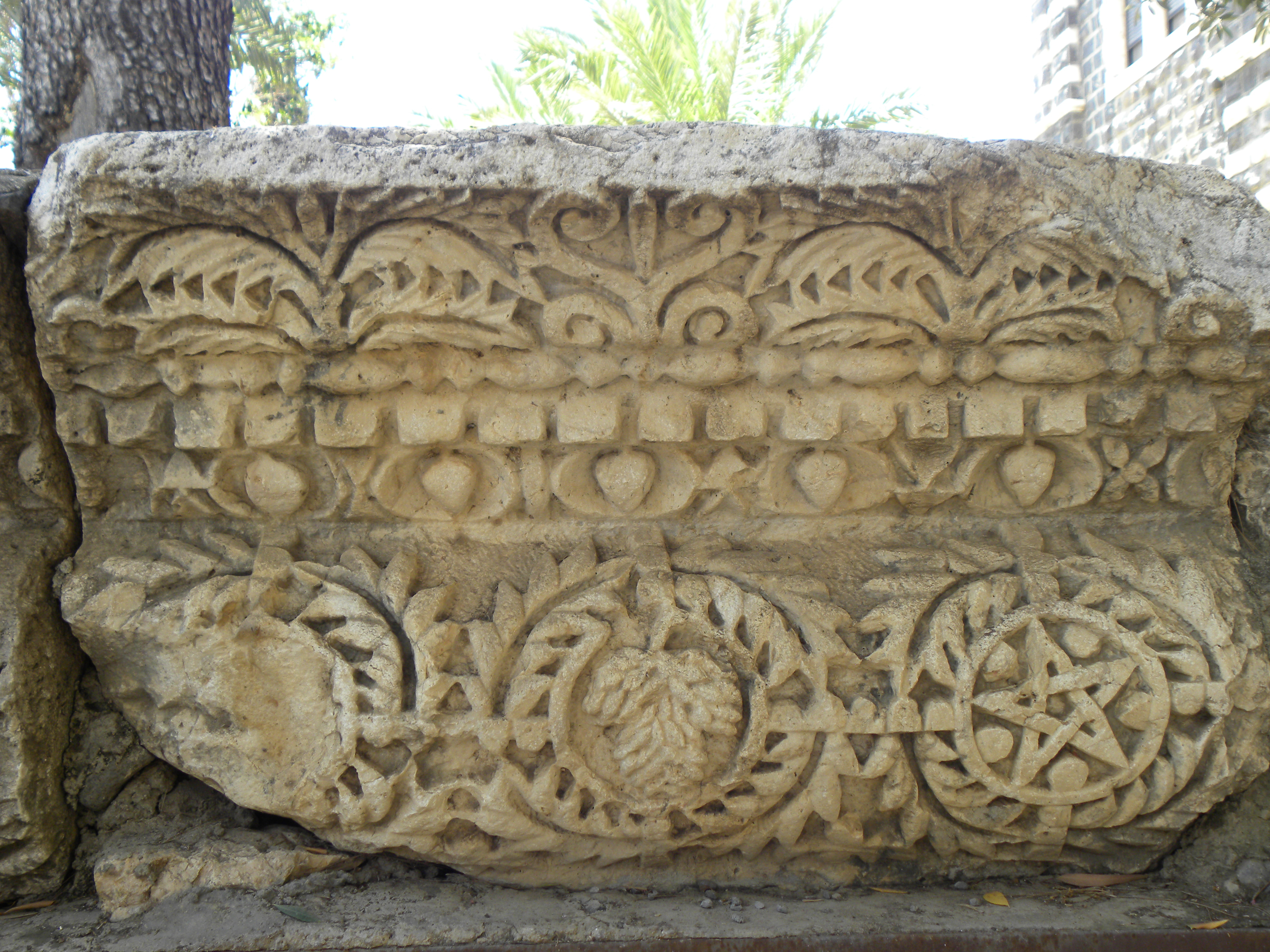
Sur les ruines antiques de la synagogue de Capharnaüm (IIe-Ve s.) en Galilée, Israël.
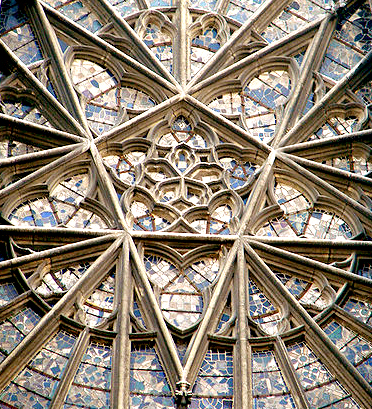
Sur la rosace de la cathédrale d'Amiens (XIIIe s.).
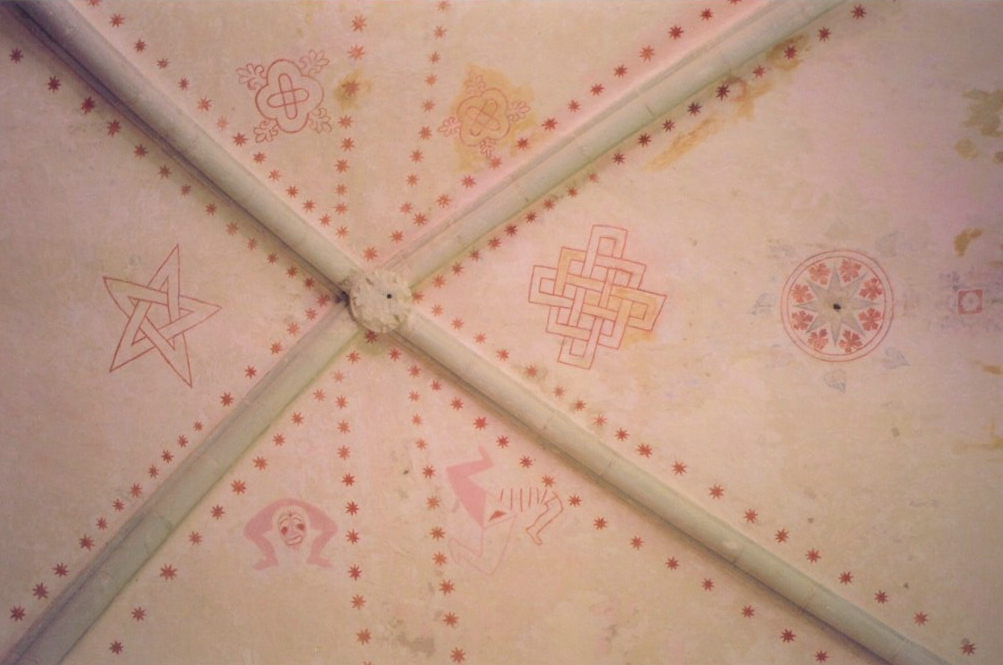
Au plafond de (et) l'église luthérienne Karja (XIIIe s.), sur l'île de Saaremaa en Estonie.
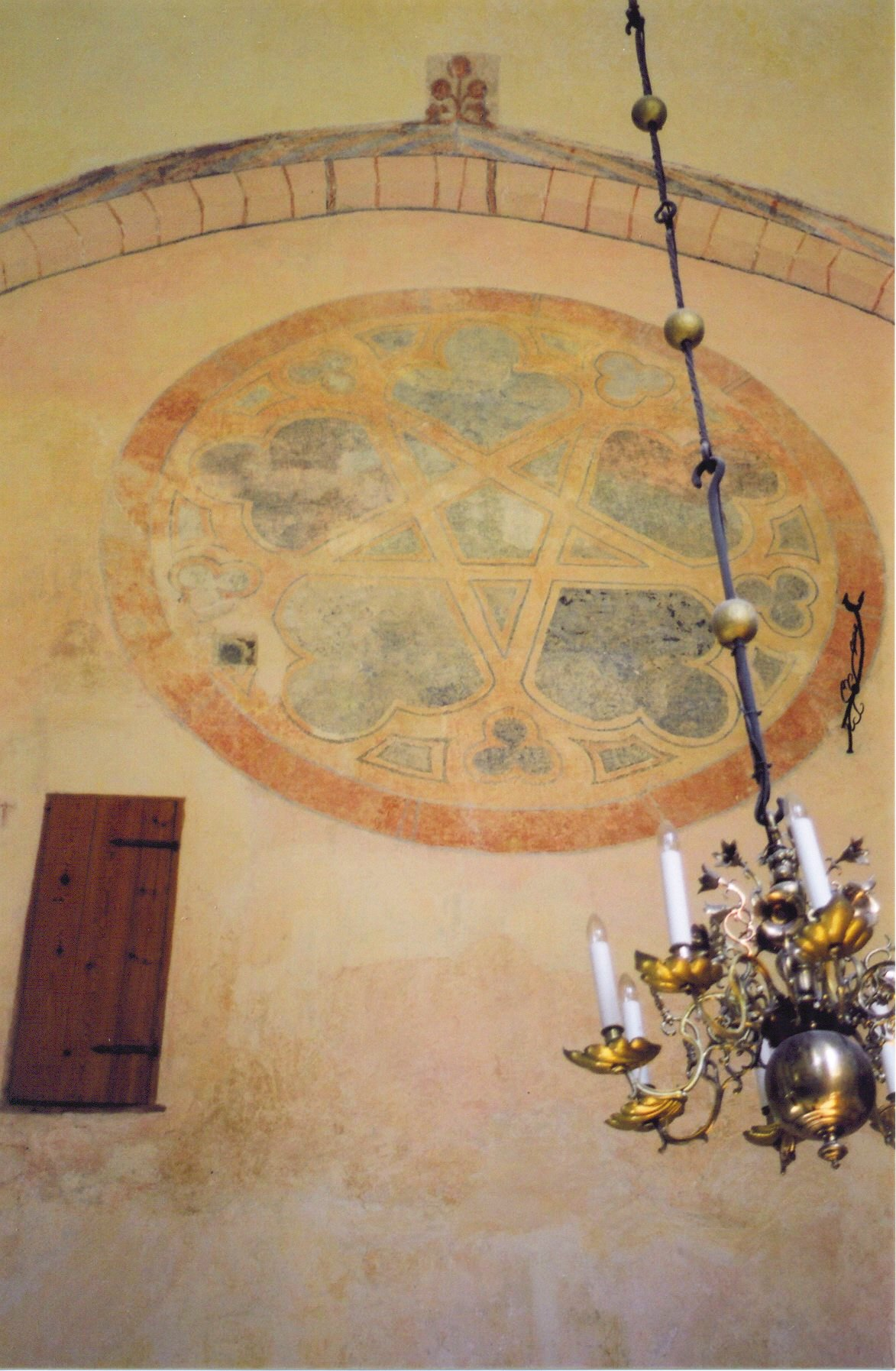
Au plafond de l'église Saint-Pierre et Saint-Paul (XIIIe s.) à Kaarma en Estonie.
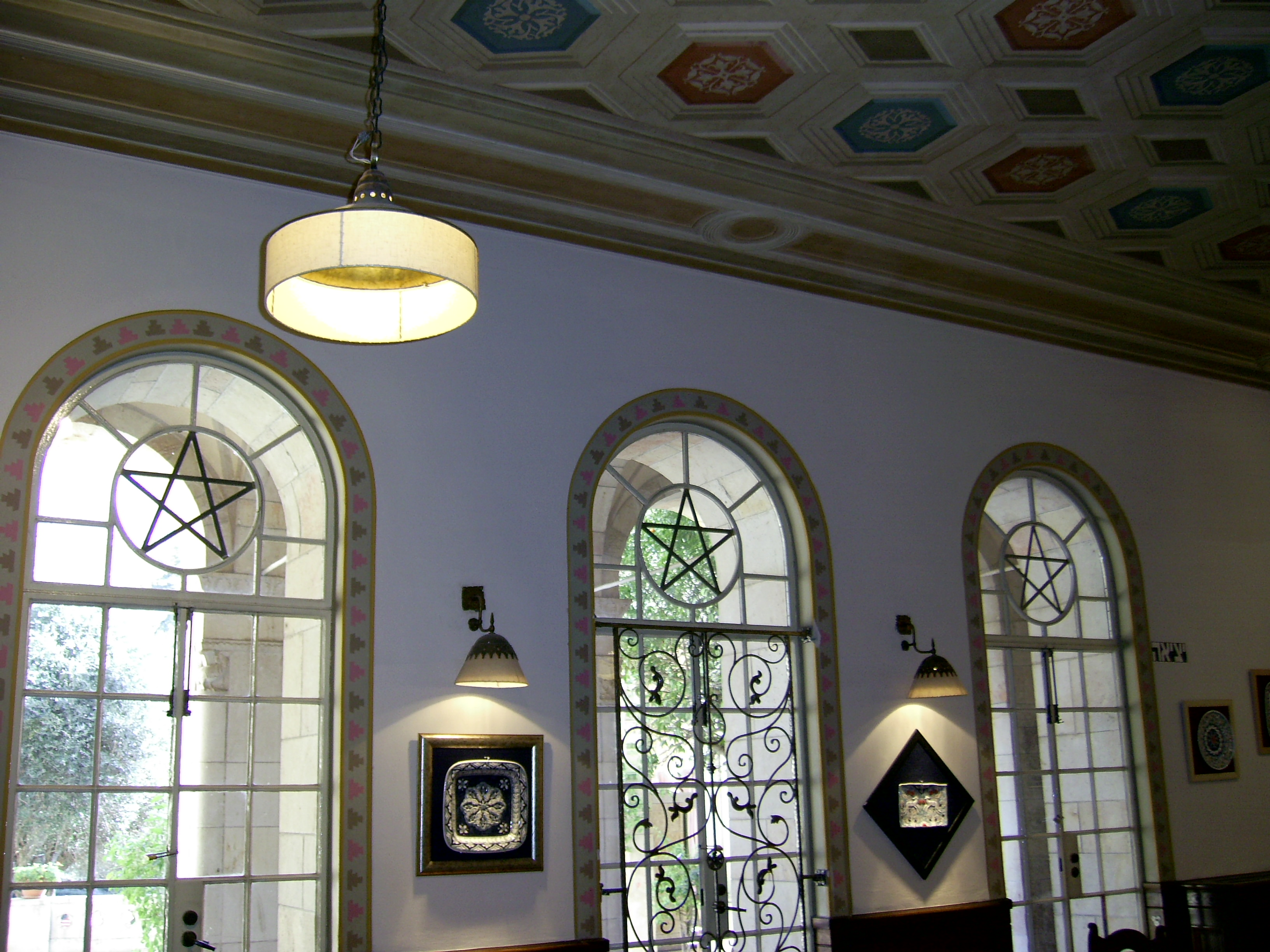
Aux fenêtres du hall de YMCA (1928-33) à Jérusalem.
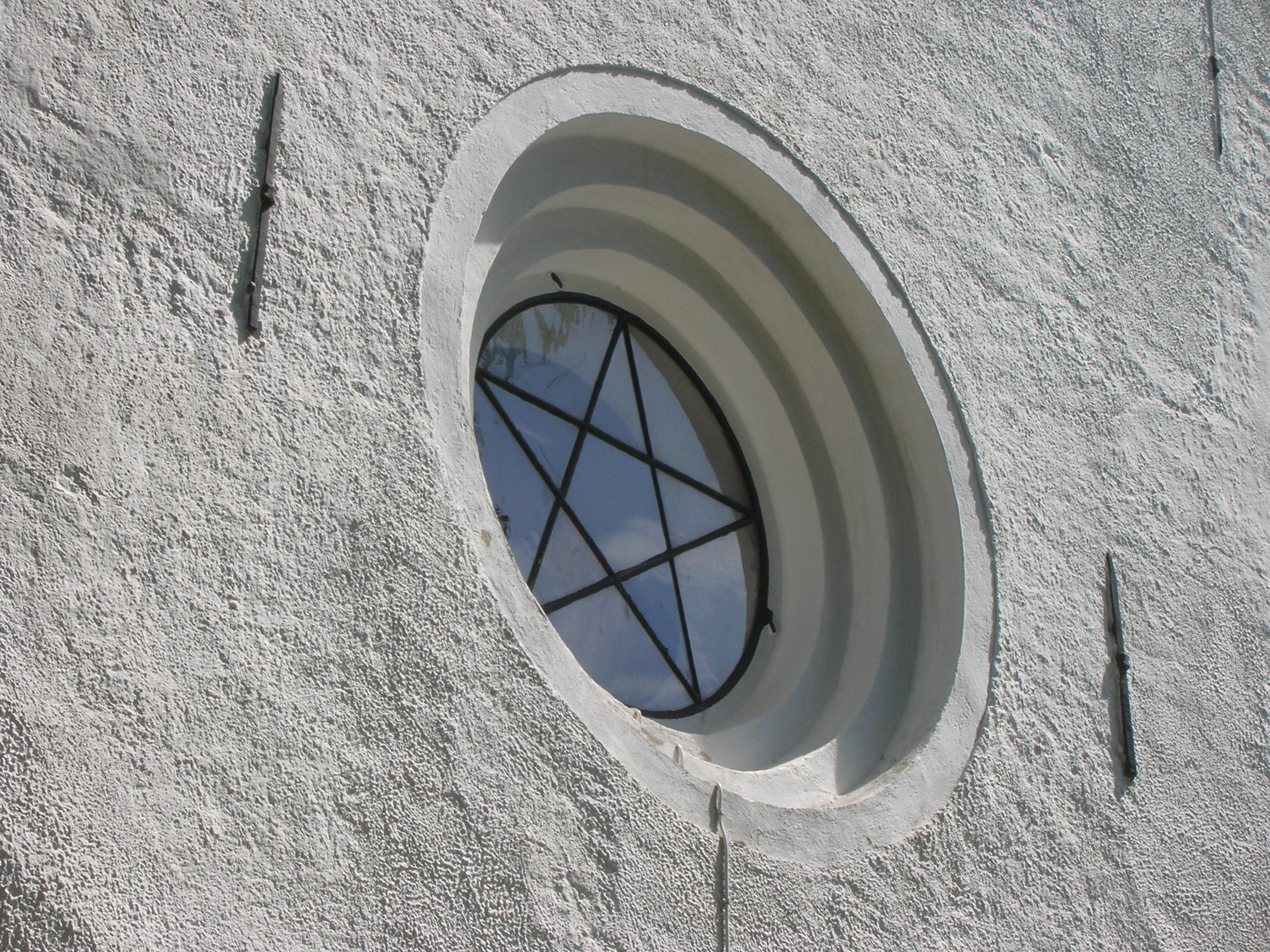
Dans une lucarne de l' Église d'Eljaröd (années 1200) à Tomelilla, Scanie, diocèse de Lund en Suède.
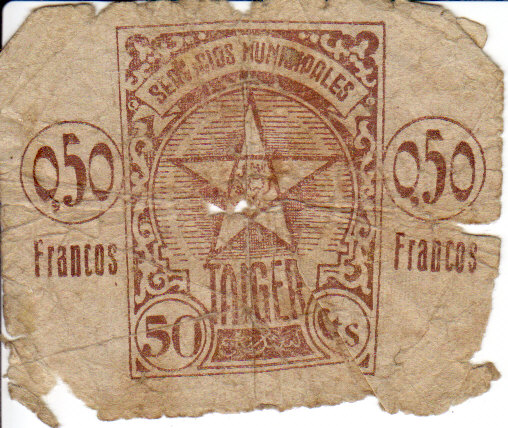
Sur une coupure de 50 cts de Tanger au Maroc.
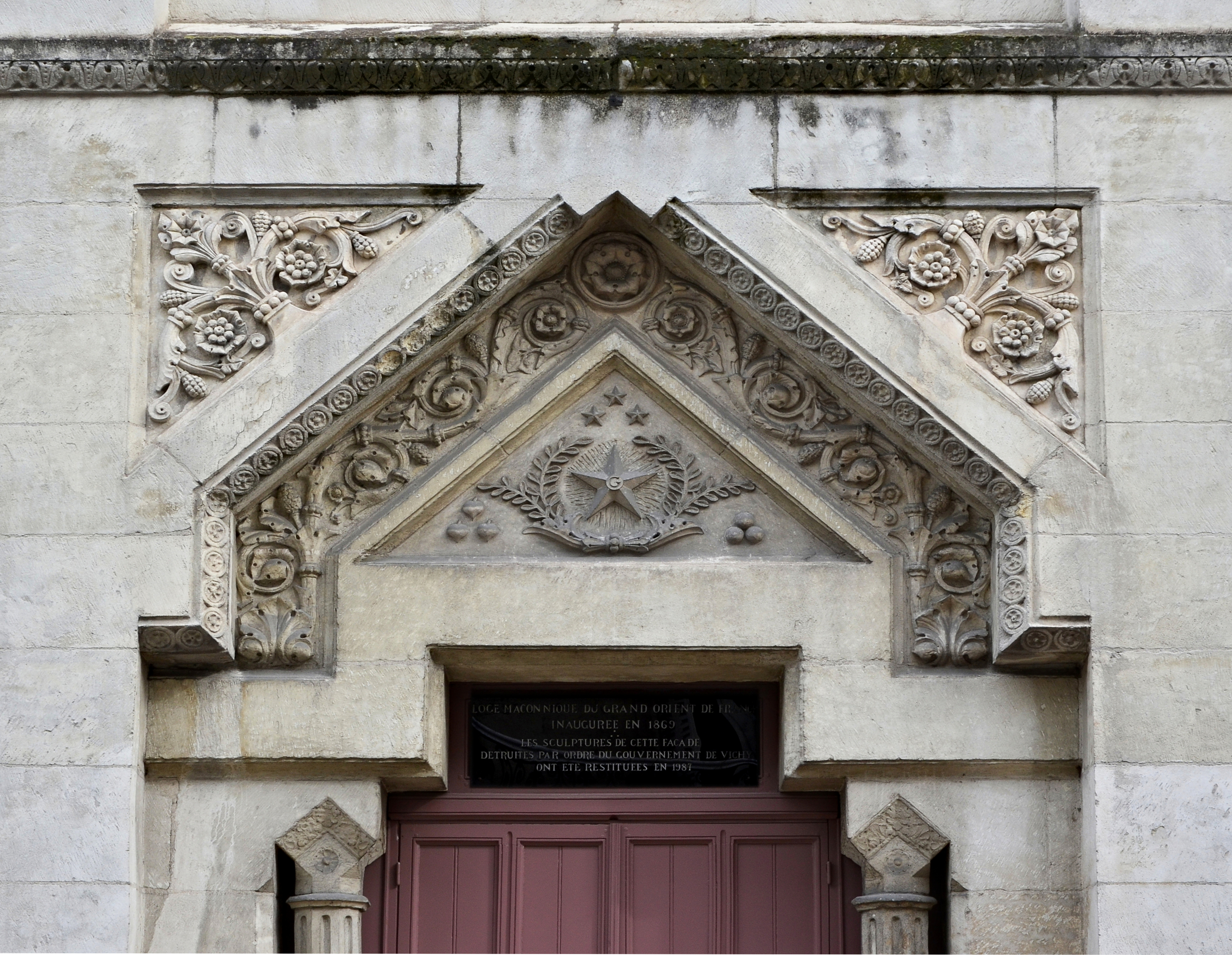
Au fronton de la loge du Grand-Orient de France (1869), à Périgueux en Dordogne.

## Pentagramme et Homme: anthropologie

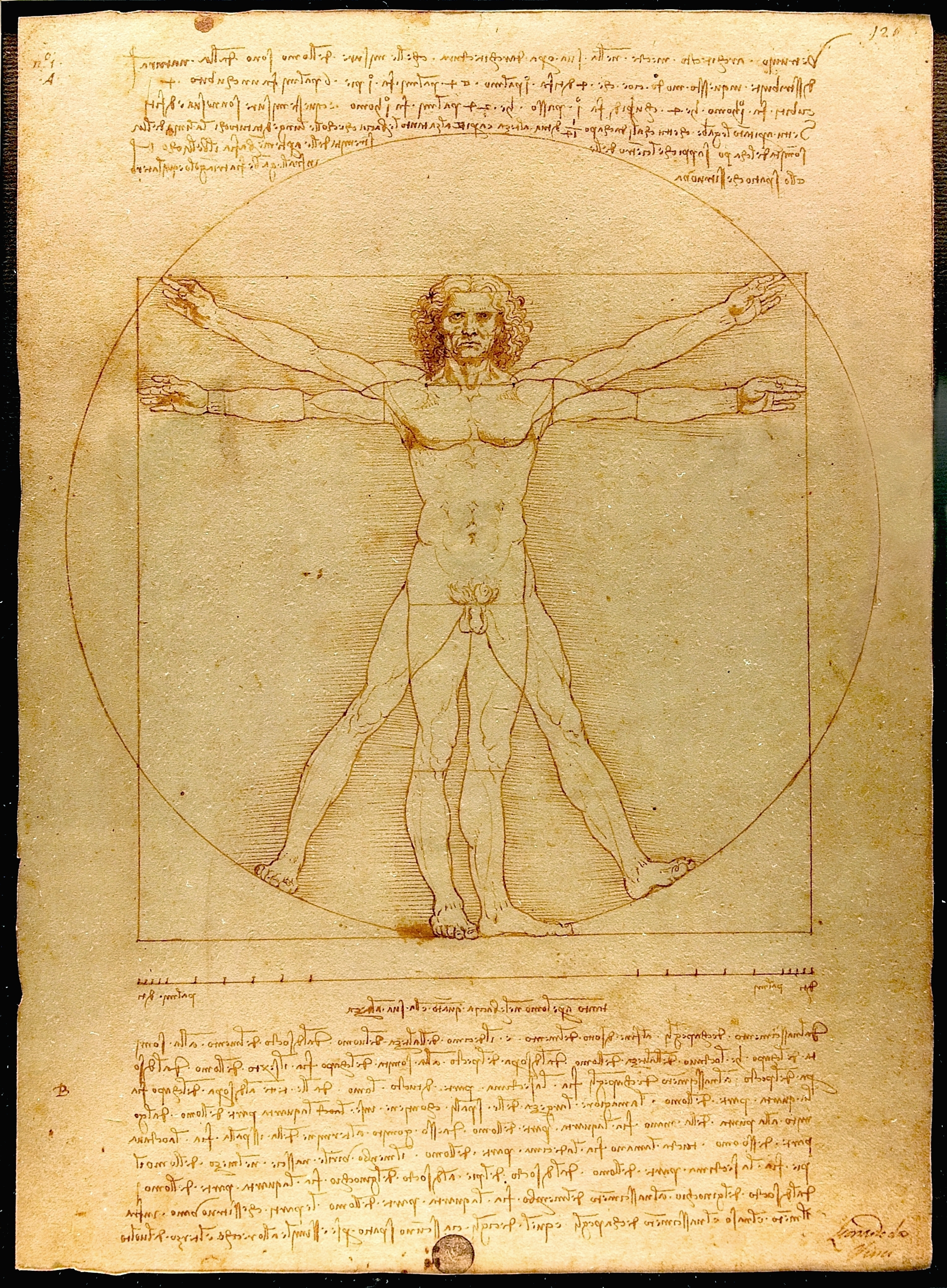
Étude de Léonard de Vinci sur le corps humain. « L’homme de Vitruve », vers 1492.

L'interprétation la plus courante et la plus universelle voit dans le pentagramme une figuration de l'homme avec ses cinq extrémités : deux bras, deux jambes, en haut la tête. Cette grille de lecture est particulièrement explicite dans les figurations où l'Homme est représenté jambes écartées et bras horizontaux.

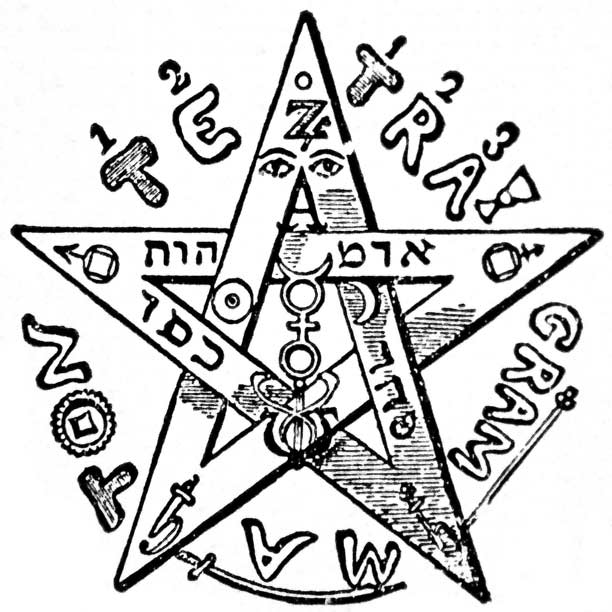
Pentagramme d'Eliphas Lévi, 1855.

Éliphas Lévi, champion du néo-occultisme, établit l'identité du pentagramme avec l'Homme et développe l'aspect magique :
« Adam, c'est le tétragramme humain... Le pentagramme exprime la domination de l'esprit sur les éléments, et c'est par ce signe qu'on enchaîne les démons de l'air, les esprits du feu, les spectres de l'eau et les fantômes de la terre... Le pentagramme est ce qu'on nomme, en kabbale, le signe du microcosme... Paracelse, ce novateur en magie qui a surpassé tous les autres initiés par les succès de réalisations obtenues par lui seul, affirme que toutes les figures magiques et tous les signes kabbalistiques des pentacles auxquels obéissent les esprits se réduisent à deux, qui sont la synthèse de tous les autres : le signe du macrocosme ou du sceau de Salomon et celui du microcosme, plus puissant encore que le premier, c'est-à-dire le pentagramme... »
Omraam Mikhaël Aïvanhov établit aussi l'identité du pentagramme avec l'Homme et développe l'aspect moral, initiatique :
« Notre Maître en Bulgarie Peter Deunov nous disait que l'homme représente le pentagramme vivant et il nous a donné une règle. Le pentagramme représente l’homme parfait qui possède les cinq vertus parfaitement développées [sagesse, amour, vérité, justice, bonté]. À un autre point de vue, il représente aussi les cinq sens : toucher, goût, odorat, ouïe et vue ».

## Pentagramme et éléments: cosmologie

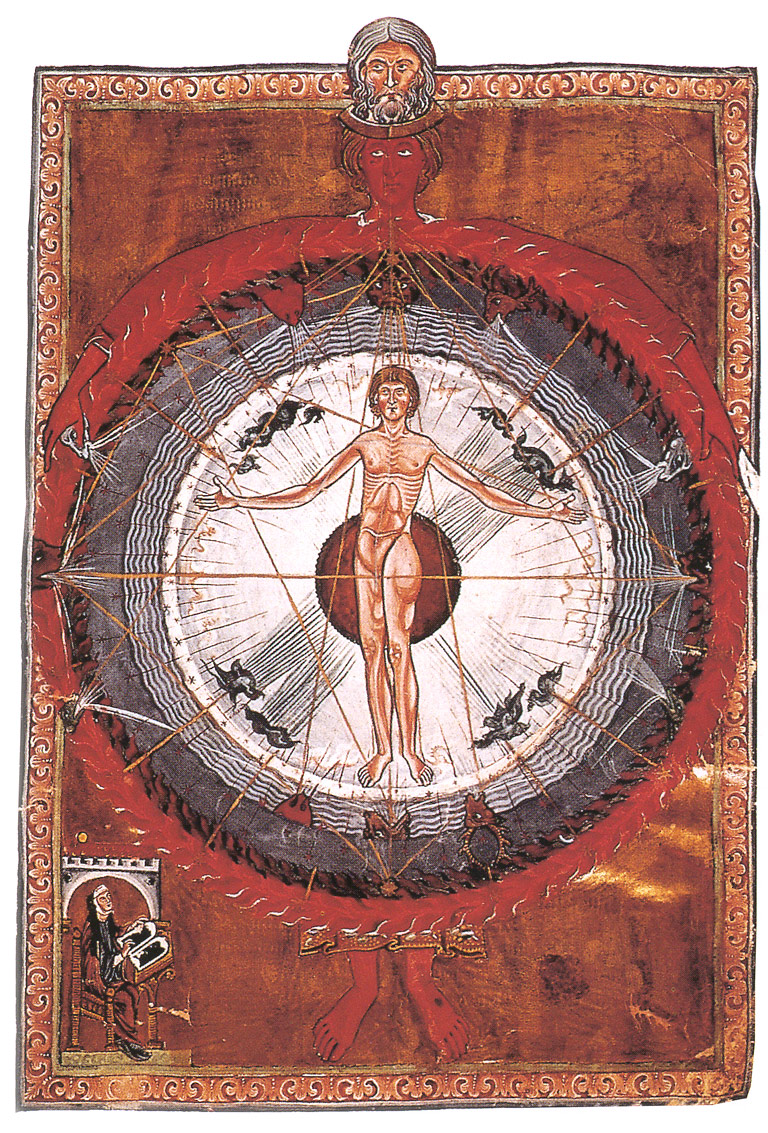
Représentation de l'homme et l'univers, miniature extraite d'un manuscrit du de d'Hildegarde de Bingen, Biblioteca statale, Lucques, Cod.Lat. 1942, f.9.

Le pentagramme, sans contradiction avec sa signification d'Homme, peut aussi porter la signification cosmique des divers éléments. L'Homme, alors, est mis en analogie avec le monde, et des correspondances s'établissent entre tête et esprit (ou éther), etc. C'est la théorie des analogies et correspondances. Selon Hildegarde de Bingen, dans son Livre des œuvres divines (1174), la tête correspond au feu, la poitrine à l'air, le ventre à la terre, molle et féconde, et les pieds à l'eau, car les fleuves coulent sur la terre.
- L'esprit, symbolisé sur le pentacle est associé aux transformations spirituelles, à la neutralité, à l'engendrement de la création (donc à l'engendrement des autres éléments). Il est soit conjoint avec le feu et l'eau, qui ensemble forment la majeure partie de la combustion cellulaire nécessaire à la vie, ou encore à la terre et l'air pour un système plus écologique. Considéré comme supérieur aux autres éléments, il déterminera par sa position supérieure l'orientation morale positive du détenteur. Il situe aussi l'énergie finale vers le macrocosme (ici comme étant l'univers). Il n’est ni masculin ni féminin.
- Le feu (mâle) est généralement conjoint avec l'air et l'esprit pour renforcer le côté mâle, ou encore opposé latéralement à l'eau par la barre horizontale pour stabiliser; il représente l'action, la force, la puissance surtout destructrice.
- L'air (mâle), généralement conjoint avec le feu en opposition avec la terre pour stabiliser l'énergie, il représente le raisonnement actif, l'intelligence, la puissance surtout créatrice. Il peut aussi être conjoint avec l'eau et l'esprit.
- L'eau (femelle), généralement conjointe avec la terre et l'esprit pour renforcer le côté féminin, elle représente la passivité, la douceur, la magie et la puissance surtout magique.
- La terre (femelle) représente le raisonnement passif, l'endurance et la solidité, la puissance surtout absorbante et physique, et l'amour.

## Littérature
- Dan Brown, le Da Vinci Code : le conservateur du musée du Louvre, avant sa mort, se trace un pentagramme sur le corps. Le policier chargé de l'enquête l'interprète comme un symbole de Satan. Le spécialiste en symbolique auquel il fait appel l'interprète comme un symbole féminin, en rapport avec le paganisme, seulement plus tard transformé en symbole satanique par l'Église (chapitre 6).
- Les ailes d'Alexanne : le Faucheur l'utilise pour piéger les alliés d'Alexei et des Kalinovsky
- Dans Yu-Gi-Oh!, Yûgi possède la Carte « La Malédiction du Pentagramme ».
- Dans Black Butler, Ciel a le pentagramme inscrit sur son œil droit et Sebastian sur sa main gauche
- Dans Les Éclats de Bret Easton Ellis, le narrateur découvre un mystérieux pentagramme dessiné sur une affiche. Puis un autre, peint avec du sang, dans les toilettes d’un beach club. Puis un autre sur une photographie.